# Gare de Saga-Kōen
La gare de Saga-Kōen (佐賀公園駅, Saga-Kōen-eki) est une gare ferroviaire localisée dans la ville de Kuroshio, dans la préfecture de Kōchi au Japon. La gare est exploitée par la compagnie Tosa Kuroshio Railway, sur la ligne Nakamura.

## Situation ferroviaire
Établie à 47 mètres d'altitude, la gare de Saga-Kōen (TK31) est située au point kilométrique (PK) 22,9 de la ligne Nakamura (à voie unique et étroite 1 067 mm), entre les gares de Tosa-Saga et de Tosa-Shirahama.

## Histoire
- 1er octobre 1993 Ouverture de la gare sur la ligne par la Tosa Kuroshio Railway.

## Service des voyageurs

### Ligne ferroviaire
- Tosa Kuroshio Railway
  - Ligne Nakamura TK31

### Quai
- Cette gare dispose d'un quai et de deux voies.

| N° de voie | Ligne         | Direction |
| ---------- | ------------- | --------- |
| 1          | ▆ TK Nakamura | Nakamura  |
| 2          | ▆ TK Nakamura | Kubokawa  |

### Alentours
- On peut apercevoir l'océan Pacifique depuis le quai de la gare
- Le parc municipal Tosa-Seinan-Ôkibo土佐西南大規模公園 (Tosa-Seinan-Ôkibo-Kōen?) se trouvant près de la gare est à l'origine du nom de la gare.